# William J. Hoye
William J. Hoye (* 20. Mai 1940 in Waterbury, Connecticut, USA; † 12. September 2022) war ein US-amerikanischer Philosoph, Gelehrter und katholischer Theologe, der als Universitätsprofessor für Systematische Theologie (unter besonderer Berücksichtigung der Theologischen Anthropologie) an der Katholisch-Theologischen Fakultät der Universität Münster lehrte.

## Leben
Nach seiner Schulzeit in Connecticut von 1955 bis 1958 und vier Semestern humanistischen Studiums an dem St. Thomas Seminary College in Bloomfield, Connecticut erwarb William J. Hoye das „Associate of Arts“ und war anschließend vier Jahre Mitglied der Jesuiten. 1965 erhielt er nach einem weiteren Jahr Studium den „Bachelor of Arts“ im Hauptfach Philosophie von der Universität Boston in Chestnut Hill, Massachusetts, wo er als Postgraduierter Philosophie, Mathematik und Anglistik studierte.
Im Oktober 1965 nahm er an der Universität Straßburg ein zweisemestriges Studium der Theologie bei dem Philosophen und Fundamentaltheologen Maurice Nédoncelle auf, schrieb eine Lizentiatsarbeit über das Wesen der Sünde nach Thomas von Aquin und wechselte an die Universität München, wo er seine Doktorarbeit unter Karl Rahner aufnahm und auch weiterhin neben der Theologie Philosophie bei K. Rahner, Max Müller und Jörg Splett studierte. Im April 1968 folgte Hoye seinem Doktorvater Rahner an die Universität Münster, wo er 1970 seine Promotion Actualitas omnium actuum. Die menschliche Visio beata Gottes nach dem hl. Thomas von Aquin abschloss. Sie stellt einen Versuch dar, den Sinn des Lebens zu erforschen.
Nach wissenschaftlicher Mitarbeit von 1971 bis 1975 am Institut für Cusanus-Forschung der Universität Mainz (kritische Cusanus Edition) wie nebenamtlicher Tätigkeit (Vorträge und Seminare) von 1973 bis 1977 in der Erwachsenenbildung der Diözese Mainz war Hoye von 1974 bis 1977 zunächst Lehrbeauftragter für Philosophie am Philosophischen Seminar I (Gerhard Funke) der Universität Mainz, dann von 1979 bis Juni 1980 wissenschaftlicher Rat und Professor für Systematische Theologie unter besonderer Berücksichtigung der Theologischen Anthropologie an der Pädagogischen Hochschule Westfalen-Lippe, Abt. Münster. Von 1979 bis 1980 Gastprofessor an der Marquette Universität in Milwaukee, Wisconsin, USA, war Hoye von 1980 bis 2005 Professor für systematische Theologie unter besonderer Berücksichtigung der Theologischen Anthropologie an der Universität Münster, wo er nach 2005 wöchentlich öffentlich Vorlesungen für das Studium im Alter hält.
Von 1992 bis 1993 lehrte er als Professor für Praktische Philosophie, insbesondere Ethik am Institut für Philosophie der Martin-Luther-Universität Halle-Wittenberg und von 2002 bis 2003 als Gastprofessor am Päpstlichen Athenäum St. Anselm (Hochschule der Benediktiner) in Rom.
William J. Hoye gehörte ab 2011 zum Vorstand des Wissenschaftlichen Beirats der Josef-Pieper-Stiftung, nachdem er 1992 zum Mitglied gewählt worden war.
Hoye starb am 12. September 2022 im Alter von 82 Jahren.

## Forschung
Von 1983 bis 1984 forschte Hoye an der Catholic University of America in Washington, D.C., USA, über Neuplatonische Einflüsse in der Theologie vom 4. bis zum 6. Jh. – Andrew W. Mellon Fellowship für Frühchristliche Forschung; 1996 als Gastforscher am Bradley Institute for Democracy and Public Values an der Marquette University in Milwaukee, Wisconsin, USA, und 1997 als Gastforscher am Center for the Study of Human Rights der Columbia University in New York City über: Christliche Einflüsse auf die Demokratie.

## Werk
Nachfolgend eine Auswahl seiner Werke:
- Die verborgene Theologie der Säkularität, Springer VS Wiesbaden, 2018, ISBN 978-3-658-21094-6
- The Emergence of Eternal Life, Cambridge University Press Cambridge, 2013
- Die Wirklichkeit der Wahrheit: Freiheit der Gesellschaft und Anspruch des Unbedingten, Springer Wiesbaden, 2013
- Tugenden. Was sie wert sind, warum wir sie brauchen, Matthias Grünewald Ostfildern, 2010
- Liebgewordene theologische Denkfehler, Aschendorff Münster, 2006
- Die mystische Theologie des Nicolaus Cusanus, Herder Freiburg, 2004
- Würde des Menschen – Licht der Vernunft: Thomas von Aquin über den Kern der Moral, Münster, 2002
- Demokratie und Christentum. Die christliche Verantwortung für demokratische Prinzipien, Aschendorff Münster, 1999
- Gotteserfahrung? Klärung eines Grundbegriffs der gegenwärtigen Theologie, Benziger Zürich, 1993
- Die Verfinsterung des absoluten Geheimnisses. Eine Kritik der Gotteslehre Karl Rahners (Theologische Perspektiven), Patmos Düsseldorf, 1979
- Actualitas omnium actuum. Man’s Beatific Vision of God as Apprehended by Thomas Aquinas, Monographien zur philosophischen Forschung, 116, Anton Hain Meisenheim, 1975